# Immersió d'ordre
En la teoria de l'ordre, una branca de les matemàtiques, una immersió d'ordre és un tipus especial de funció monòtona, que proporciona una manera d'incloure un conjunt parcialment ordenat en un altre. Igual que les connexions de Galois, les immersions d'ordre constitueixen una noció estrictament més feble que el concepte d'isomorfisme d'ordre. Totes aquestes nocions es poden entendre en termes de teoria de categories.

## Definició formal
Formalment, donats dos conjunts parcialment ordenats (posets) {\displaystyle (S,\leq )} i {\displaystyle (T,\preceq )}, una funció {\displaystyle f:S\to T} és una immersió d'ordre si per a totes {\displaystyle x} i {\displaystyle y} en {\displaystyle S},
{\displaystyle x\leq y\iff f(x)\preceq f(y).}
Aquesta funció és necessàriament injectiva, ja que {\displaystyle f(x)=f(y)} implica {\displaystyle x\leq y} i {\displaystyle y\leq x}. Si existeix una immersió d'ordre entre dos posets {\displaystyle S} i {\displaystyle T}, es diu que {\displaystyle S} es pot submergir en {\displaystyle T}.

## Propietats
Un isomorfisme d'ordre es pot caracteritzar com una immersió d'ordre surjectiva. Com a conseqüència, qualsevol immersió d'ordre {\displaystyle f} restringida al seu domini {\displaystyle S} és un isomorfisme entre {\displaystyle S} i la seva imatge {\displaystyle f(S)}, cosa que justifica el terme "immersió". D'altra banda, pot ser que dos posets (necessàriament infinits) es puguin submergir mútuament l'un en l'altre sense que existeixi un isomorfisme d'ordre entre ells.
Un exemple ve donat per la funció {\displaystyle f(x)=(94x+3)/100} en els nombres reals. La funció envia l'interval obert {\displaystyle (0,1)} al subconjunt {\displaystyle (0.03,0.97)} de {\displaystyle [0,1]}, i envia l'interval tancat {\displaystyle [0,1]} al subconjunt {\displaystyle [0.03,0.97]} de {\displaystyle (0,1)}. Ordenant el conjunt de nombres reals de manera natural, {\displaystyle f} és una immersió d'ordre de {\displaystyle (0,1)} a {\displaystyle [0,1]} i viceversa. No obstant això, no pot existir cap isomorfisme entre els dos posets, ja que per exemple {\displaystyle [0,1]} té un element mínim mentre que {\displaystyle (0,1)} no. Un exemple semblant es pot obtenir d'utilitzant la funció {\displaystyle \arctan } per submergir els nombres reals en un interval, i la funció identitat per a la direcció inversa, vegeu per exemple Just and Weese (1996).

## Perspectives addicionals
Els posets i les immersions d'ordre són nocions prou bàsiques com per ser presents en moltes àrees de les matemàtiques. Per exemple:
- (Teoria de models) Un poset és un conjunt equipat amb una relació binària (reflexiva, antisimètrica i transitiva). Una immersió d'ordre {\displaystyle S\to T} és un isomorfisme de {\displaystyle S} a una subestructura elemental de {\displaystyle T}.
- (Teoria de grafs) Un poset és un graf (transitiu, acíclic, dirigit, reflexiu). Una immersió d'ordre {\displaystyle S\to T} és un isomorfisme de graf de {\displaystyle S} a un subgraf induït de {\displaystyle T}.
- (Teoria de categories) Un poset és una categoria (petita, prima i esquelètica) de manera que cada homeset té com a màxim un element. Una immersió d'ordre {\displaystyle S\to T} és un functor complet i fidel de {\displaystyle S} a {\displaystyle T} que és injectiu en els objectes, o equivalentment un isomorfisme de {\displaystyle S} a una subcategoria completa de {\displaystyle T}.